# Bahnhof Shibukawa
Der Bahnhof Shibukawa (jap. 渋川駅 Shibukawa-eki) ist ein Bahnhof auf der japanischen Insel Honshū. Er wird von der Bahngesellschaft JR East betrieben und befindet sich in der Präfektur Gunma auf dem Gebiet der Stadt Shibukawa.

## Verbindungen
Shibukawa ist ein Trennungsbahnhof an der Jōetsu-Linie, die Takasaki in der Präfektur Gunma mit Nagaoka in der Präfektur Niigata verbindet. Hier zweigt die Agatsuma-Linie ab. Beide Strecken werden von der Bahngesellschaft JR East betrieben. In Shibukawa werden die Nahverkehrszüge beider Linien in Richtung des Bahnhofs Takasaki gebündelt, so dass diese ungefähr alle 20 bis 60 Minuten verkehren; in manchen Fällen ist ein Umsteigen in Shin-Maebashi erforderlich. In der Gegenrichtung gibt es ungefähr alle 40 bis 60 Minuten einen Zug auf der Jōetsu-Linie nach Minakami. Auf der Agatsuma-Linie wird ein angenäherter Stundentakt bis Manza-Kazawaguchi angeboten, während nur vier Züge täglich die ganze Strecke bis Ōmae befahren. Hinzu kommen drei tägliche Zugpaare des Schnellzugs Kusatsu, die Ueno mit Naganohara-Kusatsuguchi verbinden.
Auf dem westlichen Bahnhofsvorplatz befinden sich mehrere Bushaltestellen, die von über einem Dutzend Linien der Gesellschaften Kan’etsu Kōtsū, Nippon Chūō Bus und JR Bus Kantō sowie des städtischen Busbetriebs bedient werden. Hinzu kommen Fernbusse verschiedener Anbieter.

## Anlage
Der Bahnhof steht am östlichen Rand des Stadtzentrums. In der Nähe befinden sich eine Shōtengai-Einkaufsstraße, öffentliche Einrichtungen und mehrere größere Industriebetriebe. Die ebenerdige Anlage ist von Süden nach Norden ausgerichtet und umfasst fünf Gleise, von denen drei dem Personenverkehr dienen. Diese liegen am Hausbahnsteig und am Mittelbahnsteig, die beide größtenteils überdacht sind. Letzterer ist über einen Personentunnel mit dem aus Holz erbauten Empfangsgebäude an der Westseite verbunden, in dem auch die örtliche Touristeninformation untergebracht ist. Am nördlichen Ende des Bahnhofs ist eine zweigleisige Güterverkehrsanlage zu finden, in der sporadisch Einzelwagenverkehr abgewickelt wird. Dort führt auch eine Fußgängerbrücke über die gesamte Anlage hinweg.
Im Fiskaljahr 2019 nutzten täglich durchschnittlich 3263 Fahrgäste den Bahnhof.

## Bilder

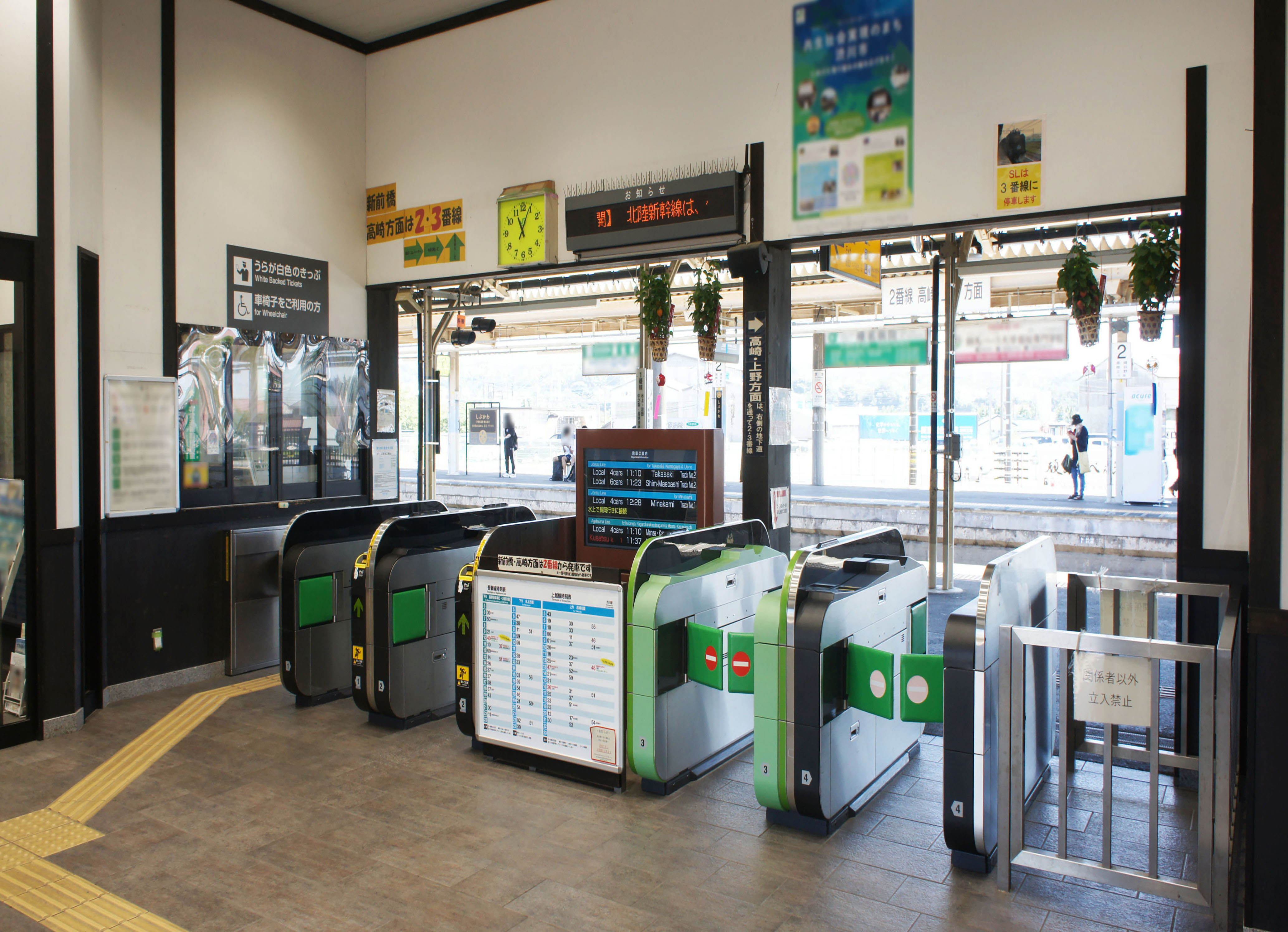
Bahnsteigsperren
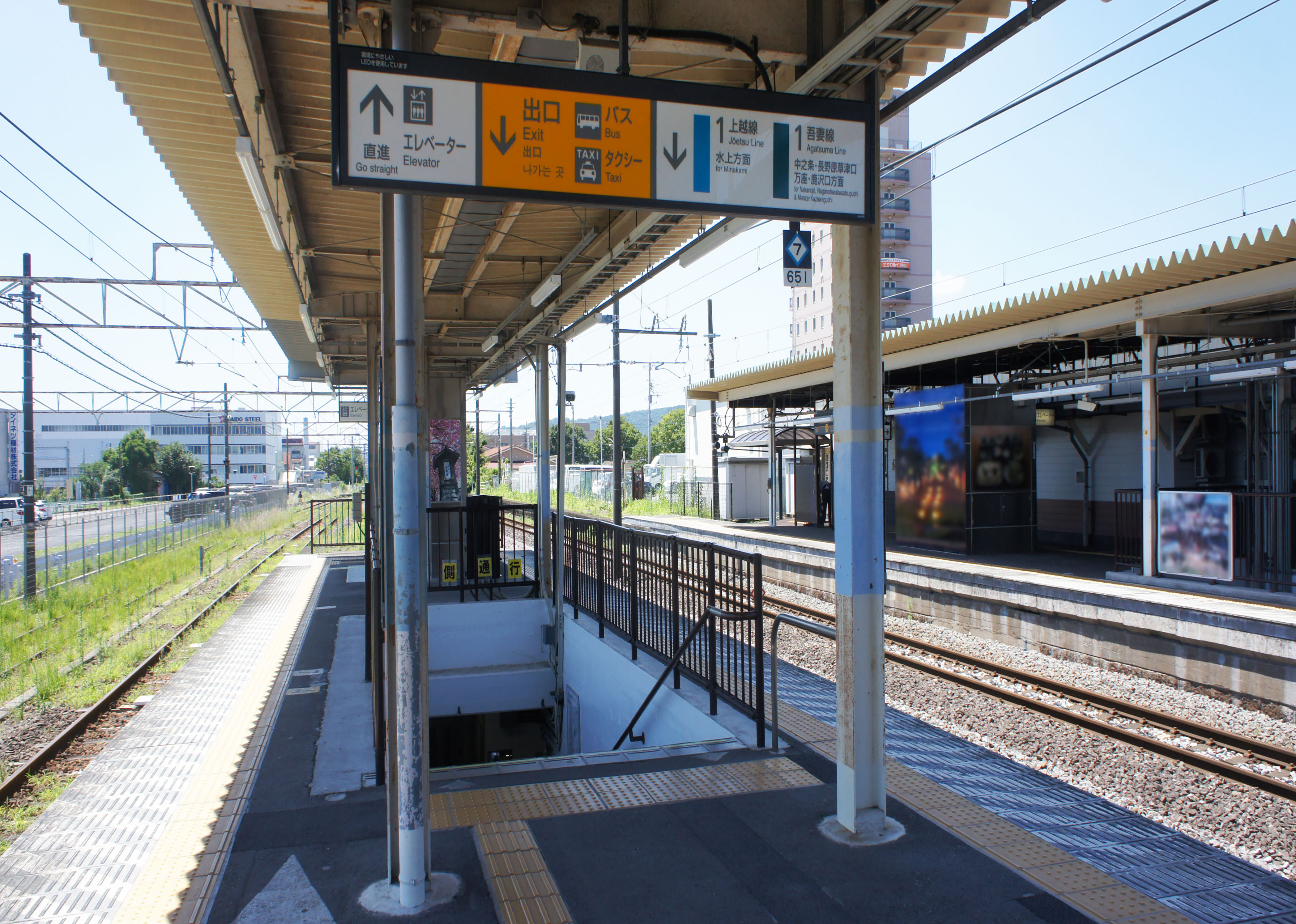
Ansicht der Bahnsteige
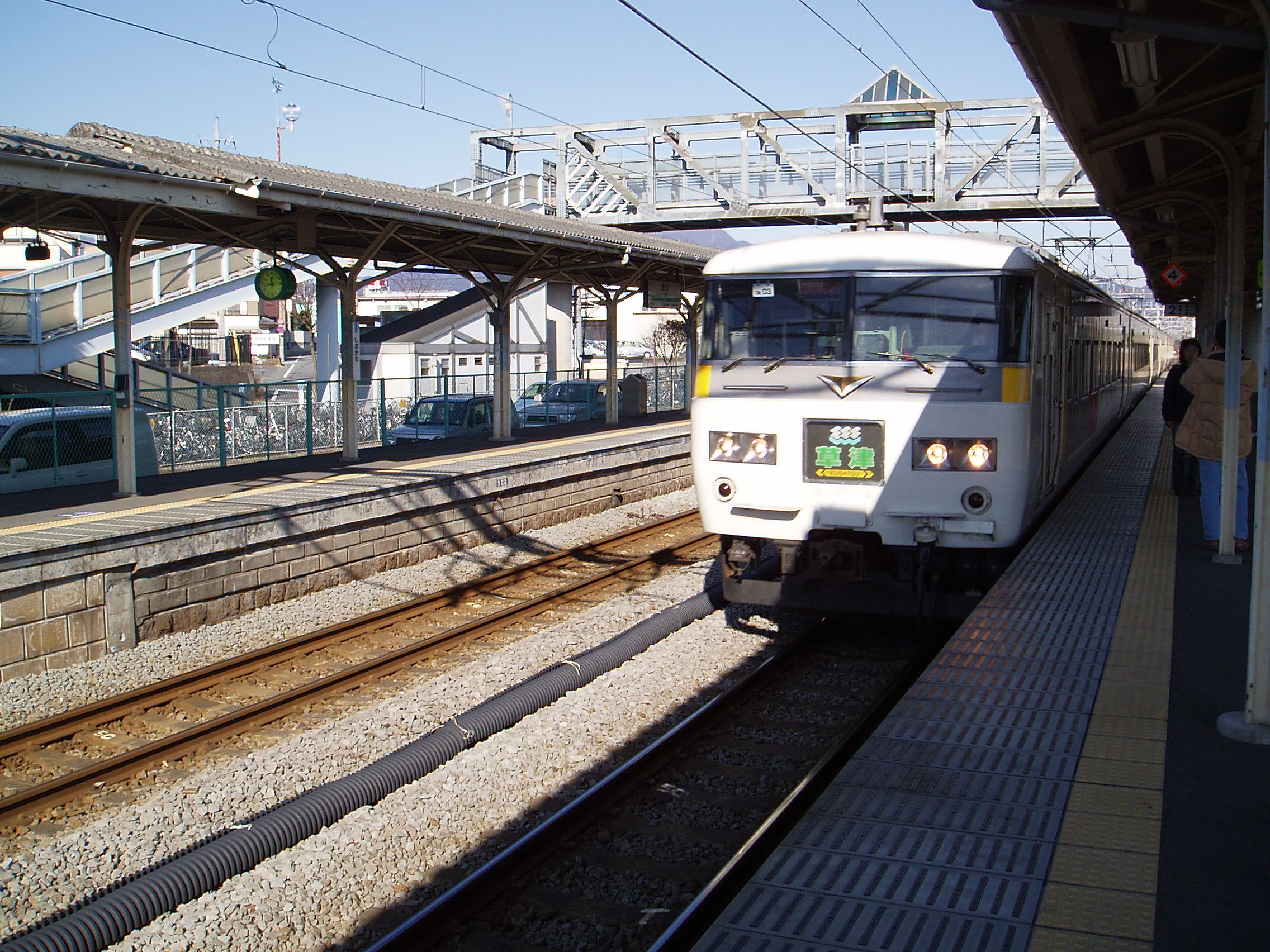
Schnellzug Kusatsu

## Gleise
| 1   | ▉ Jōetsu-Linie   | Minakami • Echigo-Yuzawa • Urasa • Nagaoka • Niigata |
| 1   | ▉ Agatsuma-Linie | Naganohara-Kusatsuguchi • Ōmae                       |
| 2/3 | ▉ Jōetsu-Linie   | Takasaki • Ōmiya • Ueno                              |

## Linien
| Verlauf der Jōetsu-Linie |
| --- |
| Takasaki • Takasakitonyamachi • Ino • Shin-Maebashi • Gumma-Sōja • Yagihara • Shibukawa • Shikishima • Tsukuda • Iwamoto • Numata • Gokan • Kamimoku • Minakami • Yubiso • Doai • Tsuchitaru • Echigo-Nakazato • Iwappara Skiing Ground • Echigo-Yuzawa • Ishiuchi • Ōsawa • Jōetsu International Skiing Ground • Shiozawa • Muikamachi • Itsukamachi • Urasa • Yairo • Koide • Echigo-Horinouchi • Kita-Horinouchi • Echigo-Kawaguchi • Ojiya • Echigo-Takiya • Miyauchi (• Nagaoka) |

| Verlauf der Agatsuma-Linie |
| --- |
| Shibukawa • Kanashima • Ubashima • Onogami • Onogami-Onsen • Ichishiro • Nakanojō • Gunma-Haramachi • Gōbara • Yagura • Iwashima • Kawarayu-Onsen • Naganohara-Kusatsuguchi • Gunma-Ōtsu • Haneo • Fukurogura • Manza-Kazawaguchi • Ōmae |

## Geschichte

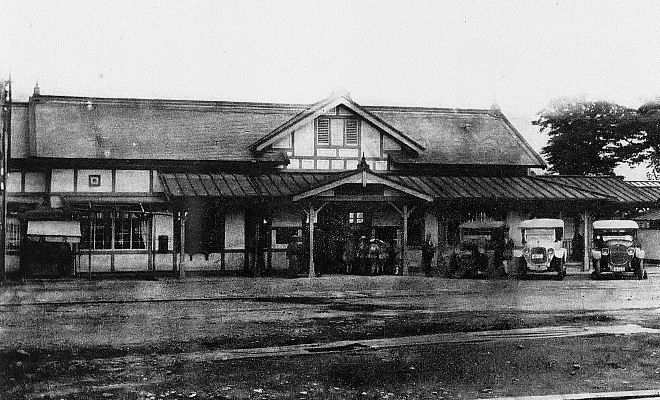
Der Bahnhof um 1920

Lange bemühte sich die Stadt Shibukawa um einen Anschluss ans Schienennetz, musste sich aber vorerst mit Überlandstraßenbahnen begnügen. Ab 1891 ermöglichte eine Pferdebahn eine Verbindung mit Maebashi; sie wurde 1910 elektrifiziert und war als Tōbu Ikaho-Straßenbahn bis 1956 in Betrieb. Eine weitere Pferdebahn führte ab 1912 durch das Agatsuma-Tal nach Nakanojō, war ab 1920 ebenfalls elektrifiziert und bestand bis 1933. Der Wunsch nach einer vollwertigen Bahnstrecke ging in Erfüllung, als das Eisenbahnministerium den Bau der Jōetsu-Linie in Angriff nahm. Die Eröffnung des Bahnhofs erfolgte am 1. Juli 1922, zusammen mit dem von Shin-Maebashi bis hierhin führenden Abschnitt. Etwa fünf Jahre lang war hier die Endstation, bis zur Inbetriebnahme des daran anschließenden Teilstücks nach Gokan am 20. November 1926. Der durchgehende Betrieb zwischen Takasaki und Nagaoka wurde 1931 aufgenommen. Am 2. Januar 1945 vervollständigte die Agatsuma-Linie das Angebot, wenn auch zuerst nur für den Güterverkehr; die Aufnahme des Personenverkehrs folgte am 5. August desselben Jahres. Aus Rationalisierungsgründen stellte die Japanische Staatsbahn am 1. Februar 1984 den allgemeinen Güterumschlag ein, am 14. März 1985 auch die Gepäckaufgabe. Im Rahmen der Staatsbahnprivatisierung ging der Bahnhof am 1. April 1987 in den Besitz der neuen Gesellschaft JR East über. Ab 1990 betrieb JR Freight einen Containerterminal, legte ihn aber 2006 wieder still.